# Stato dell'arte
La locuzione stato dell'arte deriva dall'espressione anglosassone state of the art, ma ha un significato diverso rispetto all'originale.

## Significati
L'originale inglese si riferisce al più alto livello di sviluppo di un dispositivo o in un campo tecnico o scientifico, realizzato in un certo momento, con significato, quindi, analogo a "all'avanguardia, d'avanguardia".
In italiano, invece, la locuzione indica "il punto cui sono arrivate le ricerche in una determinata disciplina", in una prospettiva quindi di momento di ricapitolazione dei dati acquisiti e stabilizzati nei diversi ambiti di ricerca (abbastanza vicino a stato delle cose)" - quando invece si dovrebbe dire "allo stato". Con questo significato errato rispetto al significato inglese comincia a comparire sui dizionari di lingua a partire dal 2005. Ad oggi sono invalsi entrambi gli utilizzi.
In italiano esisteva già in precedenza, nella contrattualistica privata, il concetto di regola dell'arte, o regola d'arte, che era desunto dal codice civile e da altre leggi, e che rappresenta l'insieme delle norme e prassi consolidate in una specifica professione. Nel 1998 la norma europea UNI CEI EN 45020 ha definito lo stato dell'arte come "stadio dello sviluppo raggiunto in un determinato momento dalle capacità tecniche relative a prodotti, processi o servizi, basate su scoperte scientifiche, tecnologiche e sperimentali pertinenti", che corrisponde al significato che era attribuito alla regola d'arte.

## Normativa sui brevetti
Nel contesto della normativa europea sui brevetti, il termine stato dell'arte è un concetto molto importante nel processo per stabilire l'effettiva innovazione e il passaggio inventivo, ed è sinonimo dell'espressione arte prima (in inglese chiamata prior art o background art).
Lo stato dell'arte dovrebbe essere utilizzato per designare tutto ciò che è reso disponibile al pubblico tramite descrizione orale o scritta, utilizzo vero e proprio, o qualsiasi altra modalità, prima della data di registrazione dell'applicazione Europea dei brevetti, in accordo con l'art. 54 EPC . In determinati casi, come la verifica dell'effettiva novità del brevetto, occorre fare riferimento anche all'art. 54(3).
Anche l'espressione arte di base è utilizzata in certi ambiti legali, come nella Regola 27, ed ha lo stesso significato. L'espressione stato dell'arte interno è utilizzata per descrivere lo stato dell'arte solamente nell'ambito del possesso di applicazioni del brevetto, ma non nel dominio pubblico.